# The Days of Grays
The Days of Grays a címe a Sonata Arctica hatodik stúdióalbumának. A lemezt 2009-ben a Nuclear Blast adta ki.

## Számok
1. „Everything Fades to Gray (instrumentális verzió)” – 3:07
2. „Deathaura” – 7:59
3. „The Last Amazing Grays (dal)” – 5:40
4. „Flag in the Ground” – 4:09
5. „Breathing” – 3:55
6. „Zeroes” – 4:24
7. „The Dead Skin” – 6:15
8. „Juliet” – 5:59
9. „No Dream Can Heal a Broken Heart” – 4:33
10. „As If the World Wasn't Ending” – 3:49
11. „The Truth Is Out There” – 5:04
12. „Everything Fades to Gray (Teljes verzió)” – 4:30
13. „In The Dark” – 5:22 (Bónusz dal)
14. „Nothing More” – 3:55 (Bónusz dal Japánban)
15. „In My Eyes You're a Giant” – 4:42 (Bónusz dal Japánban és az Amerikai Egyesült Államokban)

## Közreműködők
- Tony Kakko – ének, vokál, szintetizátor
- Elias Viljanen – gitár
- Marko Paasikoski – basszusgitár
- Henrik Klingenberg – szintetizátor
- Tommy Portimo – dob
- Johanna Kurkela – női vokál (a „Deathaura” és a „No Dream Can Heal a Broken Heart” című dalban)
- Perttu Kivilaakso – cselló (az „Everything Fades to Gray” című dal instrumentális és teljes verziójában, a „Zeroes”, a „The Truth Is Out There” és az „In My Eyes You're a Giant” című dalban)

## Külső hivatkozások
- Sonata Arctica.lap.hu – linkgyűjtemény